# Цебриков, Константин Романович
Цебриков, Константин Романович (умер 20 февраля 1879) — русский генерал-лейтенант флота.
Сын действительного статского советника Романа Максимовича, его братья Александр и Николай.
В 1810 году поступил в Морской кадетский корпус, в 1819 году произведен в мичманы, в 1824 году — в лейтенанты.
В 1831 году он был назначен старшим адъютантом штаба главного командира Кронштадтского порта; в 1834 году произведён, за отличие, в капитан-лейтенанты; 5 марта 1841 года назначен помощником капитана над Кронштадтским портом; в 1843 году произведён, за отличие, в капитаны 2-го ранга; в 1844 году за выслугу 25 лет в офицерских чинах награждён орденом Святого Георгия IV класса (№ 7251 по списку Григоровича — Степанова).
В 1846 году он произведён в капитаны 1-го ранга. Командир 74-пушечного корабля «Выборг» (1854).
Произведен в 1855 году в генерал-майоры, с назначением присутствовать в конторе над Кронштадтским портом. 14 декабря того же года назначен состоять по Морскому министерству.
28 марта 1860 года произведён в генерал-лейтенанты, с увольнением от службы. Помимо ордена Святого Георгия, имел ордена Святого Владимира 4-й степени (1838), Святой Анны 2-й (1848) и 3-й (1835) степеней и Святого Станислава 4-й степени (1832).
Умер 20 февраля 1879 года.